# 1959年9月17日月食
1959年9月17日月食为一次在协调世界时1959年9月17日出現的半影月食。該次月食半影食分為1.013、全影食分為-0.044。

## 概述
這次月食的食分是23.58。

## 基本參數
- 類型：半影月食
- 食甚資料：
  - 日期：1959年9月17日
  - 時間：1:03
  - 月球位置：赤經23.58度、赤緯-1.7度
  - 食分：半影食分：1.013、全影食分：-0.044

## 外部連結
- NASA月食專頁（页面存档备份，存于）（英文）